# خسروشاهی
فهرست افرادی با نام خانوادگی خسروشاهی را در برمی‌گیرد.
- خانواده خسروشاهی: خانوادهٔ ایرانی که پیش از انقلاب ایران جزو مطرح‌ترین کارآفرینان ایران بودند.
  - حسن خسروشاهی (زادهٔ ۱۳۱۹)، کارآفرین کانادایی ایرانی‌تبار
  - دارا خسروشاهی (زادهٔ ۱۳۴۸)، مالک کسب و کار ایرانی-آمریکایی و مدیر عامل اجرایی شرکت تکنولوژی‌های اوبر
  - علی خسروشاهی بنیان‌گذار گروه صنعتی مینو
- جهانگیر خسروشاهی (زادهٔ ۱۳۴۰)، رمان‌نویس و داستان کوتاه‌نویس ایرانی
- سیدهادی خسروشاهی (۱۳۱۷–۱۳۹۸) سفیر ایران در واتیکان و رئیس نمایندگی ایران در مصر
- خسرو خسروشاهی (زادهٔ ۱۳۲۰)، صداپیشهٔ ایرانی
- سید احمد خسروشاهی (۱۲۹۱ – ۱۳۵۶)، فقیه شیعه
- عبدالحمید خسروشاهی، فیلسوف شافعی مذهب
- فرزاد «فازی» خسروشاهی (زادهٔ ۱۹۶۷) مدیر تیم مهندسی گوگل داکس
- هاشم خسروشاهی، شاعر، نویسنده، مترجم و پزشک ایرانی